# 成覚寺
成覚寺（じょうかくじ）は、東京都新宿区新宿二丁目にある浄土宗の寺院である。正式名は十劫山無量寿院成覚寺。本尊は阿弥陀如来。靖国通りに面し、正受院と隣接している。

## 概要
文禄3年（1594年）の創建と伝わる。江戸時代には、岡場所としても繁栄した内藤新宿の飯盛女たちの投げ込み寺であった。奉公途中に死んだ飯盛女は身に着けていたものを剥ぎ取られて俵に詰められ、投げ込むように葬られたという。成覚寺に葬られた人数は、2200とも3000余りとも伝わる。
境内には共同墓地に葬られた飯盛女たちの供養碑である「子供合埋碑（こどもごうまいひ）」、玉川上水で心中した男女らを供養する「旭地蔵（あさひじぞう）」などの文化財が残されている。
また、黄表紙という新ジャンルを成立させた戯作者の恋川春町や、暦学者の塚本明毅が葬られた寺でもある。

## 文化財
子供合埋碑 - 新宿区指定有形文化財（歴史資料）
万延元年（1860年）造立、石造の供養碑。内藤新宿の旅籠屋によって、飯盛女たちの共同墓地に建てられた。「子供」という名称なのは、旅籠の主（楼主や店主）が飯盛女たちを子供と呼んだためである。昭和31年（1956年）の区画整理で、境内の中央付近に移されている。
旭地蔵 - 新宿区指定有形文化財（歴史資料）
寛政12年（1800年）造立、石造の地蔵菩薩像。旭地蔵の名は、明治12年（1879年）まで玉川上水北岸の旭町（現：新宿四丁目）に安置されていたことに由来する。台座には18名分の戒名が刻まれており、そのうち男女で対になったものが7組ある。この7組の男女は心中した情死者とみられている。この地蔵にお参りすると子どもの夜泣きが治まるとされ、夜泣地蔵とも呼ばれた。
恋川春町の墓 - 新宿区指定史跡
江戸時代中期の戯作者・狂歌師である恋川春町の墓。

## 交通
- 地下鉄丸ノ内線 新宿御苑前駅より徒歩5分
- 地下鉄丸ノ内線・都営新宿線 新宿三丁目駅より徒歩5分